# Юзеф Лабунський
Юзеф Лабуньський, пол. Józef Łabuński пс. Йозеф Жербіло, криптонім Зигмунт Соха (*1852, Саратов — † 17 лютого 1922, Варшава) — польський драматург, перекладач та історик права.
Син польського емігранта та росіянки. Початкову освіту здобув у Ризі, столиці Латвії. Закінчив факультет права в Петербурзі, потім працював суддею в Янові-Любельському.
Написав драми: «Агріппіна. Нерон» (1886, нагорода на конкурсі Войцеха Богуславського), «Земовіт. Князь мазовецький» (1887), «Болько Щедрий» (1893). Видав книги: «Найдавніші пам'ятки польського законодавства», «Статуя Казимира Великого». Переклав хроніку Янки з Чарнкова (1905). Перекладав Еврипіда та Софокла.